# ルイス・トリハート
ルイス・トリハート（Louis Trichardt）は、南アフリカ共和国の都市。人口25,360人（2011年）。リンポポ州に属し、マカド地方自治体の中心地である。ルイス・トリハートの地名は、グレート・トレックのリーダーの一人、ルイス・トリハート（Louis Tregardt）に由来する。彼はボーア人のフォールトレッカーの中で最も北部へと進出した集団のリーダーであり、この町の付近にベースキャンプを構えて北方への探索を行った。